# Aleksandr Butlerov
Aleksandr Michajlovitj Butlerov (ryska: Александр Михайлович Бутлеров), född den 5 september 1828 i Tjistopol i guvernementet Kazan, död den 17 augusti 1886, var en rysk kemist.

## Biografi
Butlerov var en av Rysslands främsta kemister och grundläggaren av dess moderna skola för organisk kemi. Butlerov blev 1851 docent vid Kazans universitet och 1868 professor i Sankt Petersburg.
Under resor i 1850-talets Mellaneuropa blev han bekant med Kekulé och Couper och deras idéer om den fyrvärda kolatomen. Han utvecklade dessa idéer vidare och presenterade 1861 sin strukturteori och var den förste att införliva dubbelbindningar i strukturformler. Enligt denna kan varje kemisk förening representeras med en unik strukturformel, och vidare svarar mot varje strukturformel en bestämd kemisk förening.
Enligt tidigare syn kunde ett och samma ämne ges flera olika formler för att visa ämnets egenskaper. Med strukturformeln kunde Butlerov generellt förklara förekomsten av isomera föreningar, d.v.s. det förhållandet att två eller flera föreningar kan ha exakt samma elementarsammansättning, men olika egenskaper.
Strukturteorin fick en utomordentligt stor betydelse för den organiska kemins utveckling, men Butlerovs insatser har först sedan mitten av 1900-talet tillmätts större vikt.
Till Butlerovs insatser hör också upptäckten av hexamin och av formosreaktionen där socker bildas från formaldehyd.